# Yunjin Kim
Yunjin Kim (Seúl, Corea del Sur, 7 de noviembre de 1973) es una actriz de televisión y teatro coreano-estadounidense, conocida globalmente por caracterizar al personaje de Sun-Hwa Kwon en la serie Lost de la cadena ABC.

## Biografía
Nacida en Corea del Sur, a la edad de 10 años emigró hacia los Estados Unidos con su familia para vivir en la isla de Staten, en Nueva York.
Mientras cursaba el 7º grado comenzó a dedicarse a la interpretación, realizando el musical My Fair Lady. Cursó sus estudios de arte en secundarias de diferentes estados de Norteamérica. Se trasladó a Nueva York, donde se graduó en la Fiorello H. LaGuardia High School of Music & Art and Performing Arts. Para su educación terciaria, se matriculó en la London Academy of Performing Arts, donde se especializó en arte dramático, y finalmente obtuvo su título de actriz en la Universidad de Boston.

## Trayectoria
Tras graduarse, Kim se dedicó por completo a la interpretación. Consiguió varios papeles menores en MTV, en telenovelas de la ABC y en teatro off-Broadway. En 1997, protagonizó Splendid Holiday, una serie coreana rodada en Nueva York. Kim decidió volver a Corea. Participó en la serie de televisión Wedding Dress, su gran debut se produjo en 1999 con la película Shiri, el primer éxito de taquilla de Corea del Sur. Shiri se convirtió en la película más taquillera de la historia de Corea. En noviembre de 2000, continuó su asociación con Kang Je-gyu en The Legend of Gingko.
Tras actuar en una película japonesa y en un largometraje ambientado en Los Ángeles, Kim apareció en el largometraje de ciencia ficción Yesterday. En 2002, Kim protagonizó Ardor, el debut en el largometraje del documentalista Byun Young-ju. La película fue invitada a proyectarse en una sección no competitiva del festival de Berlín de 2003.
En 2004, Kim empezó a aparecer en la serie de televisión estadounidense Lost, que duró seis temporadas.
En mayo de 2006, Maxim incluyó a Kim en el número 98 de su lista anual Hot 100. En octubre de 2006 apareció en la portada de Stuff, así como en un artículo interior.
En 2013, tuvo un papel protagonista en la serie dramática de la ABC Mistresses.
En 2018, Kim regresó a la televisión coreana protagonizando la serie Ms. Ma, Nemesis.
En 2022, protagonizó el papel de Seon Woo-jin en la adaptación coreana de Money Heist, Money Heist: Korea - Joint Economic Area. La serie es un remake de la exitosa serie española La casa de papel. En la serie su personaje estará basado en el personaje de Raquel Murillo.
En 2023, actuó como la directora Jina Lim en la revolucionaria serie de televisión coreana-inglesa de Netflix, XO, Kitty.

## Premios
Su trabajo en la película coreana Ardor (también conocida como Milae) le valió el premio Blue Dragon a la mejor actriz en 2002.
Kim ganó el Premio Daejong 2008 a la Actriz Principal por Seven Days en 2008 en Corea del Sur.

## Filmografía

### Series de televisión
| Año         | Título                                   | Papel             | Notas         |
| ----------- | ---------------------------------------- | ----------------- | ------------- |
| 1996        | Beautiful Vacation                       | -                 | Miniserie     |
| 1998        | With Love                                | Yoon-Jin          | 1 episodio    |
| 1998        | Weding Deureseu                          | Gina              | 1 episodio    |
| 2004 – 2010 | Lost                                     | Sun-Hwa Kwon      | 117 episodios |
| 2013 – 2016 | Mistresses                               | Karen Kim         | 52 episodios  |
| 2022-       | Money Heist: Korea – Joint Economic Area | Det. Seon Woo-jin |               |

### Cine
| Año  | Título               | Papel                        | Notas                  |
| ---- | -------------------- | ---------------------------- | ---------------------- |
| 1999 | Swiri                | Lee, Myung-hyun              | Protagonista           |
| 2000 | The Legend of Gingko | Yeon                         | Secundario             |
| 2001 | Rush!                | Seo-Yeong                    | Secundario             |
| 2002 | Iron Palm            | Ji-ni                        | Secundario             |
| 2002 | Yesterday            | Kim Hisu                     | Protagonista           |
| 2002 | Ardor                | Mi-heun                      | Protagonista           |
| 2005 | Diary of June        | Seo Yun-hee                  | Secundario             |
| 2007 | Seven Days           | You Ji Yeon                  | Protagonista           |
| 2008 | Two Sisters          | Sandra                       | Película de televisión |
| 2010 | Harmony              | Jeong-hye                    | Protagonista           |
| 2010 | Heartbeat            | Chae Yeon-hee                | Protagonista           |
| 2012 | The Neighbors        | Song Kyung-Hee               | Protagonista           |
| 2014 | Ode to My Father     | Youngja                      | Secundario             |
| 2020 | Pawn                 | Myung-ja (Madre de Seung-yi) | Aparición especial     |
| 2024 | Dog Days             | Jeong-ah                     | Protagonista           |
| 2025 | Las guerreras K-pop  | Celine (Voz)                 | Película de animación  |